# پارادایم کشیدن تعاونی

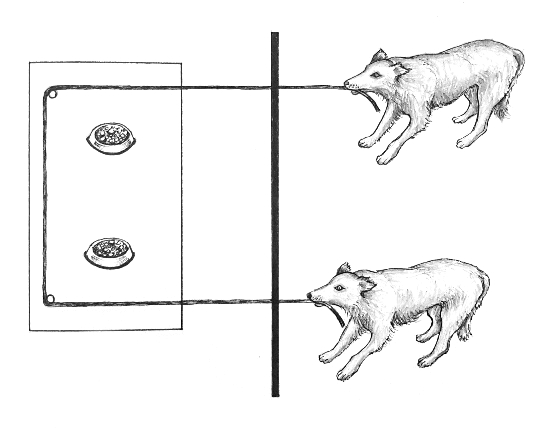
آزمایش کشیدن تعاونی، آزمایش با سگ‌ها

پارادایم کشیدن تعاونی طرحی تجربی است که دو یا چند جانور پاداش یا جایزه را به سمت خود می‌کشند جایزه به طوری است که هر کدام از جانوران به تنهایی قادر به کشیدن جایزه نیست. پژوهشگران (رفتارشناسی جانوری، روان‌شناسی تطبیقی و روانشناسان تکاملی) استفاده از آزمایش کشیدن تعاونی سعی می‌کنند به درک چگونگی همکاری و چگونگی و هنگام تکامل آن پی ببرند.